# Doreen Kimura
Doreen Kimura (Winnipeg, Manitoba, 1933 — Vancouver, Colúmbia Britânica, 27 de fevereiro de 2013) foi uma psicóloga canadense.

## Obras
- Neuromotor mechanisms in human communication. ISBN 0-19-505492-X
- Sex and Cognition. ISBN 0-262-61164-3